# Pueblo Nuevo de Matalacas
Pueblo Nuevo de Matalacas es un caserío peruano ubicado en el distrito de Pacaipampa, perteneciente a la provincia de Ayabaca del departamento de Piura, al norte del Perú. 

## Ubicación
Pueblo Nuevo de Matalacas se ubica al sur de la provincia de Ayabaca, en el distrito de Pacaipampa, en el departamento de Piura.

## Demografía
En 2017 Pueblo Nuevo de Matalacas tenía una población de 302 habitantes.
| Gráfica de evolución demográfica de Pueblo Nuevo de Matalacas entre 1993 y 2017 |
|                                                                                 |
| Fuentes: Población 1993 y 2017                                                  |